# Sistemul de semnalizare 7
Sistemul de semnalizare 7 (în engleză Signaling System No. 7, abreviat SS7) este un set de  protocoale de semnalizare pentru telefonie, folosite pentru semnalizare în majoritatea rețelelor de telefonie clasică  din lume. Acestea asigură semnalizarea în afara benzii (out-of-band signaling), oferind suport pentru stabilirea apelului, taxare, funcții de rutare și de comutare.
SS7 a fost standardizat de ITU-T în standardul Q.700, apărut în 1988 și modificat în 1993. Alte protocoale din cadrul stivei de protocoale au fost definite de standarde ulterioare din aceeași serie. Fiecare țară are un standard propriu, cu anumite particularități, dar toate sunt derivate din standarde regionale definite de ANSI și ETSI, care la rândul lor sunt inspirate din standardele ITU.

## Istoric
Sistemele de semnalizare pentru telefonie au fost dezvoltate de marile companii de telefonie împreună cu ITU din 1975. Primul protocol internațional de semnalizare a fost Sistemul de semnalizare 6 (SS6) din 1977.   Urmașul său, Sistemul de semnalizare 7 a fost definit de ITU-T în seria Q.7xx din 1988.  SS7 a fost gândit să înlocuiască SS6, care avea o unitate de semnal de 27 de biți ce nu putea fi adusă în sistemele digitale.  SS7 a înlocuit rapid SS6, SS5, R1 și R2; dacă SS5 și SS6 au dispărut cu totul, R1 și R2 sunt încă folosite în anumite țări.
Sistemele SS5 și cele anterioare foloseau semnalizarea în bandă, în care informatia de ințiere a apelului era transmisă prin tonuri multi-frecvență pe liniile telefonice. Aceasta a dus la probleme de securitate, fiind expuse unor atacuri ce foloseau semnalele pentru apeluri de mare distanță, permițând astfel folosirea gratuită a liniilor telefonice. 
SS6 și SS7 folosesc semnalizarea în afara benzii, separând canalul de voce al clientului de canalul de semnalizare dintre centrale și eliminând astfel posibilitatea de a falsifica mesajele de semnalizare. SS6 și SS7 sunt cunoscute sub denumirea de sisteme Common Channel Interoffice Signalling (CCIS - română Semnalizare Inter-oficii cu Canal Comun) datorită folosirii unui canal de semnalizare ce controlează mai multe canale de voce. Deși la prima vedere canalul suplimentar de semnalizare reduce capacitatea liniilor T1/E1, acest lucru devenise mai puțin important în perioada în care SS7 a fost implementat; abordarea aceasta oferea o viteză superioară de semnalizare și reducea timpii de așteptare ai canalelor de voce, oferind o mai bună utilizare a canalelor multiplexate.
Paradigma de semnalizare cu canal comun a fost portată în rețelele bazate pe IP prin standardele SIGTRAN ale IETF. Deși este o suită de protocoale de transport ce rulează peste IP, SIGTRAN nu este o variantă de SS7, ci doar o metodă de transport pentru pachetele SS7.

## Arhitectura SS7

Componentele arhitecturii SS7 și tipurile de legături

Arhitectura unei implementări a setului de protocoale SS7 este formată din 3 elemente principale:
- punctele de comutație a serviciului (engleză Service Switching Points - SSP): reprezintă centralele telefonice clasice care dispun de echipamente cu suport SS7; rolul lor este să trimită mesaje de semnalizare către alte centrale, asigurând astfel controlul apelurilor de voce (inițiere, terminare și control). Pentru a asigura acest rol, ele interoghează un SCP și obțin informațiile necesare pentru a ruta apelul corespunzător. Punctele de comutație reprezintă și puncte de acces ale utilizatorilor la rețeaua SS7, printr-un protocol oarecare de acces.
- punctele de transfer a semnalizării (engleză Signaling Transfer Points - STP): reprezintă ruterele rețelei SS7. Ele primesc, rutează și expediază mesaje SS7 care nu le sunt destinate, folosindu-se de informația de rutare inclusă în pachetele SS7. De asemenea, ele pot asigura agregarea mai multor legături între SSP. STP-urile oferă și funcții de rutare particularizate pentru diferite tipuri de numere (gratuite, cu suprataxă, numere scurte etc.)
- punctele de control semnalizare (engleză Signaling (Service) Control Points - SCP) – SCP-urile sunt baze de date care oferă informațiile necesare pentru procesarea și controlul apelurilor telefonice (taxare, transformarea numerelor speciale etc.)

Fiecare SSP, STP sau SCP are asociat un cod numeric numit point code (PC), care permite identificarea nodului respectiv în cadrul rețelei. Tabela de rutare păstrează o asociere între numere și PC-uri.

### Tipuri de legături
Dacă din punct de vedere fizic, toate legăturile SS7 sunt identice (legături bidirecționale la 56 kbps în SUA sau 64 kbps în Europa), din punct de vedere logic, ele se împart în 6 categorii:
- legătură de tip A: este o legătură de acces (engleză access link), ce conectează un SSP/SCP la un STP și asigură transmisia mesajelor ce au ca sursă sau destinație terminalul respectiv.
- legătură de tip B: este o legătură de tip punte (engleză bridge link) ce conectează mai multe STP-uri situate la același nivel în ierarhia rețelei.
- legătură de tip C: este o legătură de interconectare (engleză cross link) – conectează STP-uri cu același rol, fiind utilizate ca legături redundante pentru cele de tip B.
- legătură de tip D: este o legătură diagonală (engleză diagonal link) și conectează STP-uri aflate la nivele diferite ale ierarhiei rețelei, asigurând o legătură de tip "gateway" pentru STP-ul inferior; în cazul legăturilor dintre rețele diferite nu se poate face diferența între legăturile B și D (nu există o relație între ierarhiile rețelelor diferite), folosindu-se termenul de legături B/D[1].
- legătură de tip E: este o legătură extinsă  (engleză extended link) ce conectează un SSP cu un STP (altul decât cel principal), asigurând o legătură redundantă celei de tip A; acest tip de legătură e folosit doar în cazul rețelelor în care redundanța este foarte importantă.
- legătură de tip F, numită și legătură complet asociată  (engleză fully associated link), este legătura ce conectează direct două terminale (SSP/SCP); ele apar doar în rețelele mici, fără STP-uri.

### Tipuri de mesaje de semnalizare
Mesajele de semnalizare din SS7 sunt numite unități de semnal (engleză signal units - SU) și sunt trimise prin intermediul legăturilor de semnalizare. În mod normal, o legătură deschisă trimite permanent mesaje de semnalizare în ambele sensuri. 
ITU-T a definit trei tipuri de SU, marcate printr-un câmp de 6 biți numit LI (length indicator):
- unitățile de semnal de completare - engleză Fill-In Signal Units (FISUs) - acest tip de mesaje este transmis permanent atunci când nu există alt tip de trafic pe legătura respectivă. Ele pot conține numai confirmări de primire ale SU emise de către punctele de semnalizare de la celălalt capăt, dar au și rolul de a confirma calitatea legăturii prin suma de control CRC pe care o conțin.
- unitățile de semnal de stare legătură - engleză Link Status Signal Units (LSSUs) - sunt folosite pentru a schimba înformații privind starea legăturii între SPurile de la fiecare capăt al legăturii; LSSU sunt folosite și pentru controlul sincronizării legăturii în timpul perioadei de stabilire a conexiunii (handshaking)
- unitățile de semnal mesaje - engleză Message Signal Units (MSUs) - sunt mesajele care transportă efectiv informațiile de semnalizare de nivel superior (TUP, ISUP și SCCP). Ele conțin și o etichetă de rutare ce permite transmiterea lor de-a lungul rețelei SS7.

## Stiva de protocoale
Funcțiile hardware și software ale stivei de protocoale SS7 sunt împărțite în "nivele" care se mapează aproximativ peste Modelul OSI, care are 7 nivele.
Primelor 3 nivele din stiva OSI (fizic, legătură de date și rețea) le corespunde protocolul MTP (Message Transfer Part), care este responsabil pentru transportul sigur, fără duplicate și în ordine a mesajelor SS7 între capetele unei legături. MTP este definit în standardele Q.701 - Q.705.
Partea de control a conexiunii de semnalizare - engleză Signaling Connection Control Part (SCCP) – este un protocol de rețea ce furnizează funcții de rutare extinsă, control al benzii, segmentare și corectare a erorilor.
Partea de utilizator de telefon - engleză Telephone User Part (TUP) – este o implementarea a protocoalelor SS7 ce nu permite comunicațiile de date. Ea caracterizează funcțiile de semnalizare ce permit stabilirea, controlul și încheierea unei comunicații telefonice clasice. 
Partea de utilizator ISDN - engleză ISDN User Part (ISUP) – este asemănătoare cu TUP, doar că definește semnalizarea în cazul trunchiurilor ISDN ce permit și voce și date.
În ceea ce privește capabilitățile de tranzacție (TC), sunt folosite 2 protocoale:
- TCAP (engleză Transaction Capabilities Application Part) este folosit pentru transmisia de mesaje între aplicațiile localizate pe SSP, SCP sau alte noduri ale rețelei
- OMAP (engleză Operations, Maintenance and Administration Part) este o suită de protocoale pentru administrarea rețelelor SS7.

### SS7 peste IP
Având în vedere răspândirea rețelelor IP, a devenit evidentă nevoia operatorilor de a transporta mesaje SS7 prin intermediul rețelelor IP. În acest scop, IETF a înființat un grup de lucru, numit SIGTRAN, care să pună la punct o infrastructură de semnalizare pentru SS7 și ISDN peste IP. Acest grup a fost activ între 1998 și 2007 și a dus la crearea unei serii de RFCuri, disponibile în secțiunea de legături externe de mai jos.

## Implementări
În România, toți operatorii majori de telecomunicații (Vodafone, Orange, RDS, Romtelecom, UPC) au implementat cel puțin un terminal SS7.